# MIR627
MIR627‏ (None) هوَ بروتين يُشَفر بواسطة جين MIR627 في الإنسان.